# Лисовец, Надежда Иосифовна
Надежда Иосифовна Лисовец — партизан Великой Отечественной войны, участница Минского подполья, командир женского партизанского отряда «Родина», действовавшего на территории Франции — по некоторым сведениям, это единственный женский отряд. Лейтенант FFI (к французской армии отношения не имеет).

## Биография
Родилась в 1914 году в Минске в семье рабочего-железнодорожника. Окончила семилетнюю школу и техникум, в 1938 году поступила в Белорусский государственный университет.
После оккупации немцами Минска летом 1941 года поступила на работу в управу, где добывала сведения, документы для подпольщиков и партизан. Дом Лисовец был явочной квартирой подпольщиков. В 1944 году арестована гестапо и отправлена в концлагерь Эрувиль в городе Тиль (Франция).
В ночь на 8 мая 1944 года ЦК Советских военнопленных во Франции организовал побег 64 заключённым, 37 из которых женщины. Оказавшись на свободе, женщины организовали отдельный женский партизанский отряд «Родина». Командиром выбрали Лисовец. Отряд действовал на территории Франции до полного изгнания немцев.
После освобождения Лотарингии, 12 октября 1944 года, принимала участие в параде в Вердене, где Лисовец, как и всем остальным советским командирам партизанских отрядов во Франции, было присвоено звание лейтенанта FFI (партизанского движения).
После войны вернулась в Минск в 1945 году, занималась восстановлением города.
В 1962 год получила звание «Почётный строитель БССР», в 1963—1965 гг. избиралась депутатом Минского горсовета.
В 1966 году, находясь с визитом в СССР, президент Франции Шарль де Голль по личной инициативе встретился с Надеждой Лисовец и другими участниками отряда «Родина».

## Награды
- Орден «Знак Почёта»

## Память
В 2015 году по инициативе жителей города Тиль (Франция), и на их средства, открыт мемориал женскому партизанскому отряду «Родина». В 2019 году презентован памятник женскому партизанскому отряду, который должен быть установлен в Тиле.
В канун Дня Победы, 5 мая 2020 года, в Минске по адресу пр. Машерова, 16 установлена мемориальная доска в честь Надежды Иосифовны Лисовец.

## Культура
С 2019 года идут съёмки художественного фильма, в основу которого легла история партизанского отряда «Родина».